# いいすぽ!
『いいすぽ!』は、CS放送局のフジテレビONEで放送されているゲーム番組、バラエティ番組である。2016年4月23日放送開始。毎回、初回放送は公開生放送。フジテレビONEsmartでも同時配信されている。

## 概要
現在競技人口1億人とも言われるe-Sportsを毎回、特定のビデオゲームについて、強豪ゲームプレーヤー同士のトーナメント対戦を行うゲーム番組である。優勝賞金は30万円。
副題は「IISPO Saturday Night Fight（ISNF）」（いいすぽ!サタデー・ナイト・ファイト）。 
2017年11月18日・19日に番組から派生したイベント「Tokyo E-sports Festival」をフジテレビ社屋で開催した。
2018年10月5日（4日深夜）より地上波のフジテレビでも放送開始。
2025年2月放送分以降新作が放送されておらず、地上波も3月放送で終了した事などから、明確化されていなものの終了した模様である。

## 出演者
- MC：バカリズム
- 実況：鈴木芳彦、藤井弘輝、田淵裕章、勝野健、竹俣紅、森昭一郎、德田聡一朗、酒主義久、東中健、今湊敬樹など
- アシスタント：Otofu（ストリーマー #1〜6）、橘ゆりか（#7〜9・11・17・22・24・29・36・42・44・55・特番・57・59・62・72・75・81・84・90・101）、鈴木咲（#9・30）、堀内華央理（TGS SP）、大石絵理（#10）、都丸紗也華（#12）、大川藍（#13）、森田涼花（#15・40・44）、天木じゅん（#16）、安枝瞳（#18）、和地つかさ（#19）、朝日奈央（#20・27・33・35・39・56・58（プレイヤーとして出演））、松嶋初音（#21）、西村いちか（#25）、彩川ひなの（#26・SP5）、RaMu（#28・38・43・45・47・50・51・60・68・83・SP8・SP9・96）、安倍乙（#32）、倉持由香（#34・77）、大貫彩香（#37・46・53・61）、塚田百々花（#49）、酒井瞳（#52）、小島みゆ（#54・63・69）、紺野栞（#64）、片岡沙耶（#65）、松嶋えいみ（#66・74・76）、宮越愛恵（#67）、藤木由貴（#70）、yunocy（#71）、竹内花（SP7）、新田ゆう（#79・87・95）、藤井マリー（#80）、SHONO（#82）、高梨瑞樹（#85）、桃井ルナ（#86）、宮瀬なこ（#89）、山田かな（#91）、そよん（#94）、月野もも(#97)、桜りん(#99)、宇佐美彩乃(#100)、山田あい (#102)、荒牧理沙（#103）
- 出演：e-Sportsプレイヤー
- ゲスト：有野晋哉（ゲームセンターCX #26・93）、ケンドーコバヤシ（#39（MC））、髙藤直寿（#92）、小籔千豊（#92）

## 放送リスト
| 回      | 初回放送       | ゲームタイトル                                                                                | 優勝者                                                                   |
| ------- | -------------- | --------------------------------------------------------------------------------------------- | ------------------------------------------------------------------------ |
| 第1回   | 2016年4月23日  | ストリートファイターV                                                                         | マゴ                                                                     |
| 第2回   | 2016年5月28日  | ポッ拳 POKKÉN TOURNAMENT                                                                      | 殿                                                                       |
| 第3回   | 2016年6月11日  | ぷよぷよテトリス                                                                              | あめみやたいよう                                                         |
| 第4回   | 2016年7月30日  | ギルティギア イグザード レベレーター                                                          | まちゃぼー（Machabo-）                                                   |
| 第5回   | 2016年8月20日  | ストリートファイターV                                                                         | ふ〜ど                                                                   |
| 第6回   | 2016年10月1日  | 機動戦士ガンダム エクストリームバーサス マキシブースト ON                                     | うり & ぱん                                                              |
| 第7回   | 2016年10月15日 | WORLD CLUB Champion Football                                                                  | レコルド                                                                 |
| SP1     | 2016年11月11日 | オーバーウォッチ（TGS 2016会場にて収録）                                                      |                                                                          |
| 第8回   | 2016年11月26日 | beatmania IIDX 24 SINOBUZ                                                                     | DOLCE.                                                                   |
| 第9回   | 2016年12月17日 | THE KING OF FIGHTERS 14                                                                       | M'（エムダッシュ）                                                       |
| 正月SP  | 2017年1月3日   | 実況パワフルプロ野球2016（収録）                                                              |                                                                          |
| 第10回  | 2017年1月28日  | デッド オア アライブ5 ラストラウンド                                                          | ジャワカレーアキラ                                                       |
| 第11回  | 2017年2月18日  | ウイニングイレブン 2017                                                                       | はしまこ                                                                 |
| 第12回  | 2017年3月25日  | ストリートファイターV                                                                         | ふ〜ど                                                                   |
| 第13回  | 2017年4月15日  | 鉄拳7                                                                                         | ノビ                                                                     |
| 第14回  | 2017年4月30日  | Shadowverse（ファミ通CUP2017）                                                                | ふぇぐ                                                                   |
| 第15回  | 2017年5月27日  | ぷよぷよテトリス                                                                              | あめみやたいよう                                                         |
| 第16回  | 2017年6月10日  | pop'n music うさぎと猫と少年の夢                                                              | 10kai                                                                    |
| 第17回  | 2017年7月16日  | 実況パワフルプロ野球 チャンピオンシップ2017（収録）                                           | BOW川                                                                    |
| 第18回  | 2017年8月28日  | New みんなのGOLF                                                                              | かったん                                                                 |
| 第19回  | 2017年9月16日  | ドラゴンボール ZENKAIバトルロイヤル                                                           | KOMATSU & 七咲                                                           |
| 第20回  | 2017年10月14日 | BLAZBLUE -CENTRALFICTION-                                                                     | りゅうせい                                                               |
| 第21回  | 2017年11月18日 | New みんなのGOLF・グランツーリスモSPORT                                                       | New みんなのGOLF：はぐれ グランツーリスモSPORT：カルソニック             |
| 第22回  | 2017年11月19日 | パワプロチャンピオンシップス2017                                                              | スワローズ代表戦：AO ジャイアンツ代表戦：シル ライオンズ代表戦：ミリオン |
| 第23回  | 2017年12月24日 | Tokyo E-sports Festival 完全版                                                                |                                                                          |
| 第24回  | 2018年1月27日  | ウイニングイレブン 2018                                                                       | レッドブルウエスト（からあげ & SHO）                                     |
| 第25回  | 2018年2月17日  | グランツーリスモSPORT                                                                         | カルソニック                                                             |
| 第26回  | 2018年3月24日  | ストリートファイターV                                                                         | ストーム久保                                                             |
| 第27回  | 2018年4月14日  | ドラゴンボール ファイターズ                                                                   | GO1                                                                      |
| 第28回  | 2018年5月12日  | ARMS                                                                                          | Pega                                                                     |
| 第29回  | 2018年6月16日  | ウイニングイレブン 2018                                                                       | からあげ                                                                 |
| 第30回  | 2018年7月14日  | maimai MiLK PLUS                                                                              | YOSHI*KG                                                                 |
| 第31回  | 2018年8月30日  | EVO 特集                                                                                      |                                                                          |
| 第32回  | 2018年9月8日   | BLAZBLUE -CROSS TAG BATTLE-                                                                   | キャメイ                                                                 |
| 第33回  | 2018年10月20日 | ぷよぷよテトリス                                                                              | あめみやたいよう                                                         |
| 第34回  | 2018年11月17日 | ソウルキャリバーVI                                                                            | くぼ                                                                     |
| 第35回  | 2018年12月30日 | 大乱闘スマッシュブラザーズ SPECIAL                                                            |                                                                          |
| 第36回  | 2019年2月16日  | ストリートファイターV                                                                         | マゴ                                                                     |
| 第37回  | 2019年3月23日  | デッド オア アライブ6                                                                         | たにい                                                                   |
| 第38回  | 2019年4月13日  | ドラゴンボール ファイターズ                                                                   | GO1                                                                      |
| 第39回  | 2019年5月11日  | 大乱闘スマッシュブラザーズ SPECIAL                                                            | こんぶ                                                                   |
| 第40回  | 2019年6月15日  | beatmania IIDX 26 Rootage                                                                     | U*TAKA                                                                   |
| 第41回  | 2019年7月6日   | 大乱闘スマッシュブラザーズ SPECIAL ワールドチャンピオンシップ2019 3V3 in ロサンゼルス（収録） | 日本代表 （こんぶ、ザクレイ、クロ、akasa）                               |
| 第42回  | 2019年7月13日  | リアルタイムバトル将棋                                                                        | ボジトマ                                                                 |
| 第43回  | 2019年8月31日  | EVO 特集                                                                                      |                                                                          |
| 第44回  | 2019年9月14日  | 実況パワフルプロ野球 AICHI IMPACT! in名古屋（収録）                                           | 緒方寛海（なたでここ）                                                   |
| 第45回  | 2019年10月19日 | サムライスピリッツ（2019年版）                                                                | 小路KOG                                                                  |
| 第46回  | 2019年11月23日 | eFootball ウイニングイレブン 2020                                                             | murasaki                                                                 |
| 第47回  | 2019年12月21日 | 大乱闘スマッシュブラザーズ SPECIAL                                                            | ザクレイ                                                                 |
| 第48回  | 2020年1月18日  | 特別編 eBASEBALLプロリーグ 2019                                                               |                                                                          |
| 第49回  | 2020年2月8日   | 鉄拳7                                                                                         | ノロマ                                                                   |
| 第50回  | 2020年3月7日   | グランブルーファンタジー ヴァーサス                                                           | GO1                                                                      |
| 第51回  | 2020年4月4日   | UNDER NIGHT IN-BIRTH                                                                          | くれ                                                                     |
| 第52回  | 2020年6月7日   | NBA 2K20                                                                                      | JUNJUN                                                                   |
| 第53回  | 2020年6月20日  | キャサリン・フルボディ                                                                        | リノ                                                                     |
| 第54回  | 2020年7月18日  | 鉄拳7（女性限定大会）                                                                         | ゆうゆう                                                                 |
| 第55回  | 2020年8月1日   | リアルタイムバトル将棋                                                                        | 飛車ちゅう                                                               |
| 特番    | 2020年8月29日  | ぷよぷよeスポーツ（真夏のONEナイトカーニバル内）                                              | ともくん                                                                 |
| 第56回  | 2020年10月25日 | eFootball ウイニングイレブン 2021                                                             | てす                                                                     |
| 第57回  | 2020年11月21日 | beatmania IIDX 28 BISTROVER                                                                   | WELLOW                                                                   |
| 第58回  | 2020年12月19日 | ダービースタリオン（Switch版）                                                                | お兄ちゃん（ビタミンS）                                                  |
| 第59回  | 2021年1月23日  | FIFA 21                                                                                       | Tsakt                                                                    |
| 第60回  | 2021年2月20日  | 鉄拳7                                                                                         | ノビ                                                                     |
| 第61回  | 2021年3月6日   | ストリートファイターV                                                                         | ナウマン                                                                 |
| SP2     | 2021年3月30日  | 春の特番2021ダイジェスト                                                                      |                                                                          |
| 第62回  | 2021年4月17日  | eBASEBALLパワフルプロ野球2020                                                                 | 加賀谷颯太                                                               |
| 第63回  | 2021年5月1日   | リアルタイムバトル将棋                                                                        | レオ                                                                     |
| 第64回  | 2021年6月20日  | GUILTY GEAR -STRIVE-                                                                          | かずのこ                                                                 |
| 第65回  | 2021年7月17日  | バーチャファイター eスポーツ                                                                  | ちびたろう                                                               |
| 第66回  | 2021年8月29日  | ぷよぷよeスポーツ                                                                             | ともくん                                                                 |
| SP3     | 2021年8月29日  | いいすぽ!特別編（ニンジャラ、PUBG MOBILE、バーチャファイター eスポーツ）                      |                                                                          |
| 第67回  | 2021年9月18日  | グランブルーファンタジー ヴァーサス                                                           | debagame                                                                 |
| 第68回  | 2021年10月23日 | MELTY BLOOD: TYPE LUMINA                                                                      | GO1                                                                      |
| 第69回  | 2021年11月27日 | 鉄拳7                                                                                         | Rangchu                                                                  |
| 第70回  | 2021年12月4日  | FIFA 22                                                                                       | アグ                                                                     |
| SP4     | 2021年12月26日 | スピンオフ番組「いいすぽ!+」 フォートナイト                                                   | はるきよ                                                                 |
| 第71回  | 2022年1月15日  | beatmania IIDX 29 CastHour                                                                    | RIOO                                                                     |
| 第72回  | 2022年2月12日  | サムライスピリッツ（2019年版）                                                                | 渡辺社長                                                                 |
| SP5     | 2022年2月25日  | スピンオフ番組「いいすぽ!+」 PUBG:NEW STATE                                                   | るかぴチーム                                                             |
| 第73回  | 2022年3月12日  | リアルタイムバトル将棋                                                                        | レオ                                                                     |
| 第74回  | 2022年4月9日   | THE KING OF FIGHTERS XV                                                                       | あば男                                                                   |
| 第75回  | 2022年5月21日  | eFootball 2022                                                                                | レバ                                                                     |
| SP7     | 2022年6月11日  | Dance Dance Revolution A3                                                                     | KANAME                                                                   |
| 第76回  | 2022年7月16日  | 鉄拳7                                                                                         | PINYA                                                                    |
| 第77回  | 2022年8月20日  | ストリートファイターV                                                                         | ひぐち                                                                   |
| 第78回  | 2022年9月17日  | EVO 特集                                                                                      |                                                                          |
| 第79回  | 2022年10月15日 | GUILTY GEAR -STRIVE-                                                                          | TY                                                                       |
| 第80回  | 2022年11月19日 | THE KING OF FIGHTERS XV                                                                       | タツヤ                                                                   |
| 第81回  | 2022年12月17日 | ぷよぷよテトリス2                                                                             | あめみやたいよう                                                         |
| 第82回  | 2023年1月21日  | eFootball2023                                                                                 | かみかみ                                                                 |
| 第83回  | 2023年2月18日  | DNFDuel（アラド戦記）                                                                         | 桔梗ちゃん                                                               |
| 第84回  | 2023年3月11日  | バーチャファイター eスポーツ                                                                  | とんかつ                                                                 |
| 第85回  | 2023年5月20日  | リアルタイムバトル将棋                                                                        | れお                                                                     |
| 第86回  | 2023年7月8日   | ストリートファイター6                                                                         | ガチくん                                                                 |
| 第87回  | 2023年8月26日  | SOUND VOLTEX EXCEED GEAR                                                                      | YU11                                                                     |
| 第88回  | 2023年9月9日   | EVO2023inラスベガス                                                                           |                                                                          |
| 第89回  | 2023年10月7日  | GUILTY GEAR -STRIVE-                                                                          | 御傍                                                                     |
| 第90回  | 2023年11月18日 | ぷよぷよeスポーツ                                                                             | ぴぽにあ                                                                 |
| 第91回  | 2023年12月9日  | THE KING OF FIGHTERS XV                                                                       | ラギア                                                                   |
| 第92回  | 2024年1月20日  | フォートナイト                                                                                |                                                                          |
| 第93回  | 2024年2月17日  | ゲームセンターCX 有野の挑戦状 1+2 REPLAY                                                      | 有野軍                                                                   |
| 第94回  | 2024年4月13日  | 鉄拳8                                                                                         | Rangchu                                                                  |
| 第95回  | 2024年5月18日  | リアルタイムバトル将棋                                                                        | れお                                                                     |
| 第96回  | 2024年6月22日  | ぷよぷよeスポーツ                                                                             | ともくん                                                                 |
| 第97回  | 2024年8月10日  | パズル&ドラゴンズ                                                                             | ひろNa                                                                   |
| 第98回  | 2024年9月14日  | 「EVO 2024」特集                                                                              |                                                                          |
| 第99回  | 2024年10月19日 | EA Sports FC 25                                                                               | ナスリ                                                                   |
| 第100回 | 2024年11月2日  | GUILTY GEAR -STRIVE-                                                                          | 御傍                                                                     |
| 第101回 | 2024年12月21日 | ぷよぷよeスポーツ                                                                             | やまだ                                                                   |
| 第102回 | 2025年1月11日  | ストリートファイター6 (録画)                                                                  | ガチくん                                                                 |
| 第103回 | 2025年2月8日   | 鉄拳8                                                                                         | Rangchu                                                                  |

## 地上波のネット局
| 放送対象地域 | 放送局            | 系列           | 放送時間                     | ネット状況 |
| ------------ | ----------------- | -------------- | ---------------------------- | ---------- |
| 関東広域圏   | フジテレビ（CX）  | フジテレビ系列 | 金曜 2:25 - 2:55（木曜深夜） | 【制作局】 |
| 福島県       | 福島テレビ（FTV） | フジテレビ系列 | 木曜 0:55 - 1:25（水曜深夜） | 遅れネット |
| 長野県       | 長野放送（NBS）   | フジテレビ系列 | 土曜 1:25 - 1:55（金曜深夜） | 遅れネット |

## スタッフ
- ナレーター：杉原千尋（フジテレビアナウンサー）
- 制作：大辻健一郎、福本洋
- 構成：酒井健作
- TP：児玉洋
- TM：橋本雄司
- SW：上田軌行
- CAM：川上修平
- 美術：矢野雄一郎
- デザイン：飯塚洋行
- ディレクター：林佳祐、井口健太郎、近藤怜佳、豊田英嗣、中岡拓巳
- 演出：渡部一貴
- AP：石原舞以子
- 協力プロデューサー：菅剛史（ガスコイン・カンパニー）
- プロデューサー：太田茂憲
- 企画・チーフプロデューサー：門澤清太
- 制作協力：IVS41
- 製作著作：フジテレビジョン

### 過去のスタッフ
- 制作：窪田正利、五百城重典
- ディレクター：吉田憲祐